# Муром (Бєлгородська область)
Муром — село в Шебекінському районі Бєлгородської області Росія, адміністративний центр Муромського сільського поселення.

## Географія
Село розташоване в регіоні Чорнозем'я на південному заході Шебекинського району по обох схилах Марного яру (історична частина знаходиться на його лівій, південній стороні).

## Історія

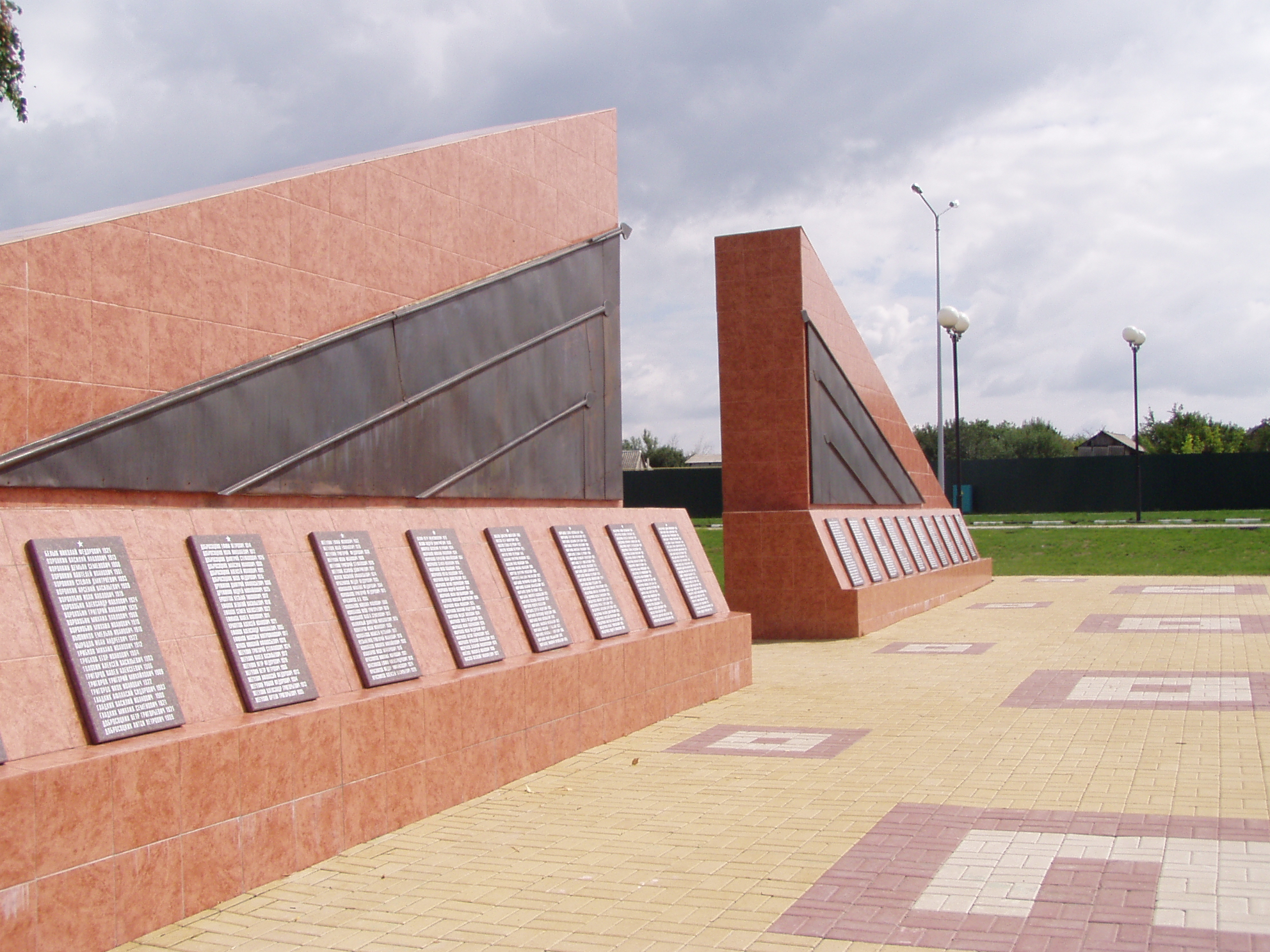
Братська могила 345 радянських воїнів, які загинули в боях із нацистськими загарбниками

- Перша згадка про Мурома зустрічається в Списку з Пісцевої книги Бєлгородського повіту 1626[2] під топонімом «село Муромське», де перераховуються споміщені служиві люди, прізвища яких простежуються до теперішнього часу.
- Пізніше увійшло до складу Слобожанщини .
- У 1773 році село Муром полягало у віданні Липецького комісарства Слобідської губернії.
- З 1779 було віднесено до Бєлгородської провінції Курського намісництва.
- Тоді ж усе кріпацтво Мурома переселили в сусіднє село Марне[3], нині Архангельське .
- У XVIII—XIX століттях Муром славився своїми гончарями . Тричі на рік тут проходили ярмарки.
- У 1810 році в селі збудовано дерев'яний храм в ім'я святителя Миколи Мирлікійського .
- У середині XIX століття в Муромі були 4 вітряки.[4]
- Близько 1862 року Муром став волосним центром.
- 1870 року в селі відкрили церковно-парафіяльну школу, потім — земську.
- 1874 року (за іншими джерелами — 1886-го) року в селі було споруджено кам'яний Троїцький храм, що діє досі.
- З 20 грудня 2004 року[5] по 19 квітня 2018 року[6] село було адміністративним центром нині скасованого Муромського сільського поселення .

## Населення
| 1892 | 2002  | 2010  |
| ---- | ----- | ----- |
| 4367 | ↘1318 | ↗1468 |

## Освіта
- Муромська школа
- Дитячий садок «Сонечко»

## Культура
- Муромський культурно-дозвільний центр

## Пам'ятники
- Братська могила 345 радянських воїнів, які загинули в боях із фашистськими загарбниками
- Пам'ятник Миколі Федоровичу Ватутіну

## Відомі люди
- Чефранов Микола Миколайович (1904—1989) — директор МТС, Герой Соціалістичної Праці.